# Jessica Eddie
Jessica Eddie (Durham, 7 ottobre 1984) è una canottiera britannica, vincitrice della medaglia d'argento nell'otto a Rio de Janeiro 2016.

## Palmarès
- Olimpiadi

Rio de Janeiro 2016: argento nell'8.
- Campionati del mondo di canottaggio

Monaco di Baviera 2007: bronzo nell'8.
Bled 2011: bronzo nell'8.
- Campionati europei di canottaggio

Belgrado 2014: argento nell'8.
Brandeburgo 2016: oro nell'8.